# 沃爾斯馬
55°59′N 43°16′E / 55.983°N 43.267°E
沃爾斯馬（俄语：Во́рсма）是俄羅斯下諾夫哥羅德州西部巴甫洛沃區的一個城市，距下諾夫哥羅德西南71公里。2002年人口12,629人。
16世紀首見於文獻。1955年設市。